# Fremdreflex
Ein Fremdreflex, auch polysynaptischer Reflex genannt, ist ein Reflex, bei dem die Reflexantwort nicht im reizwahrnehmenden Organ erfolgt. Der Reflexbogen erfolgt hierbei über mehrere Synapsen, woher auch der Name polysynaptischer Reflex kommt. Es werden physiologische und pathologische Fremdreflexe unterschieden.
Physiologische Fremdreflexe sind, im Gegensatz zu Eigenreflexen, habituierbar (Abschwächung oder Ausbleiben der Reflexantwort, weil in der präsynaptischen Membran des sensorischen Neurons keine Vesikel mehr mit Neurotransmittern zur Verfügung stehen). Der physiologische Fremdreflex ist besonders bei spastischen Lähmungen und Sensibilitätsstörungen vermindert oder tritt nicht mehr auf.
In der folgenden Aufstellung werden physiologische Fremdreflexe aufgeführt. Der Begriff betroffene Nervenbahnen weist auf die Nerven hin, die den Reiz aufnehmen und den Effekt auslösen. Dabei werden die Hirnnerven, wie üblich, in römischen Zahlen dargestellt. Die Abkürzungen Th (Thorakalnerv = Brustnerv), L (Lumbalnerv = Lendennerv) und S (Sakralnerv = Kreuznerv) verweisen auf entsprechende Rückenmarksnerven, die darauf folgenden Ziffern auf das jeweilige Segment innerhalb des entsprechenden Rückenmarksabschnittes.

## Physiologische Fremdreflexe

### Analreflex
- auch: Perinealreflex
- Auslösung: Reiz neben dem oder am After (z. B. Einführen eines Fingers).
- Effekt: Kontraktion des Musculus sphincter ani externus
- Betroffene Nervenbahnen: S4/S5

### Bauchhautreflex
- BHR
- Auslösung: Bestreichen der Bauchdecke
- Effekt: Kontraktion des Obliquus und Verziehen des Nabels zu der Seite, auf der der Reiz ausgelöst wurde.
- Betroffene Nervenbahnen: Th8-Th12
- Kommentar: Bei einer Schädigung der Pyramidenbahnen kann dieser Reflex abgeschwächt sein oder völlig fehlen. Außerdem ist eine Abschwächung bei alten Menschen (>75 Jahre), die sich wenig bewegen, zu beobachten
- Beachte: Der Bauchhautreflex ist nicht zu verwechseln mit dem Bauchdeckenreflex.

### Bulbocavernosusreflex
- auch: Bulbospongiosusreflex, Ejakulationsreflex
- Auslösung: sensorische Signale von der Eichel (Glans penis) bzw. Klitoris
- Effekt: Muskelkontraktion des Musculus bulbospongiosus und des Musculus ischiocavernosus
- Betroffene Nervenbahnen: Nervus pudendus (Schamnerv) S3-S4
- Kommentar: Während der Erektions-Phase lösen Signale von der Eichel Muskelkompressionen an der Basis des Penis aus zur Steigerung der Erektion. Während der Ejakulations-Phase synchronisieren sich die Muskeln mit den übrigen rhythmischen Kontraktionen im Organ zum Ausstoß des Ejakulats.[2]

### Kornealreflex
- auch: CR, Lidschlussreflex
- Auslösung: mechanischer, chemischer oder thermischer Reiz der Kornea (Hornhaut des Auges)
- Effekt: Das Augenlid schließt sich; auch längerfristiger Schluss bei langdauerndem Reiz ist möglich.
- Betroffene Nervenbahnen: Hirnnerven V und VII
- Kommentar: Der Kornealreflex wird benutzt, um die Wirkung von Lokalanästhetika zu testen.

### Kremasterreflex
- auch: Hodenheberreflex, CrR
- Auslösung: Bestreichen der Innenseite des Oberschenkels
- Effekt: Zieht den Hoden zum Körper durch Kontraktion des Musculus cremaster.
- Betroffene Nervenbahnen: L1/L2
- Kommentar: Die Stärke der Reaktion ist unterschiedlich und sollte deswegen nur mit Vorsicht zu diagnostischen Zwecken herangezogen werden.

### Plantarreflex
- auch: Fußsohlenreflex, Fußsohlenhaut-Reflex, Fluchtreflex
- Auslösung: Streichen an der Fußsohle mit einer Nadel oder dem Stiel des Reflexhammers.
- Effekt: Die Zehen führen eine Greifbewegung aus. Bei stärkerer Ausprägung wird auch der M. tensor fasciae latae angespannt; in seltenen Fällen kommt es sogar zur Beugung von Knie- und Hüftgelenk.
- Betroffene Nervenbahnen: L5/S2
- Kommentar: Der Plantarreflex fehlt häufig oder ist nur schwach ausgeprägt. Der Mediziner spricht dann von einer stummen Sohle. Dies ist nur dann von diagnostischer Bedeutung, wenn der Reflex auf beiden Fußsohlen unterschiedlich stark ist. Es handelt sich dann möglicherweise um ein Pyramidenbahnzeichen. Weiterhin kann bei einer Störung der Pyramidenbahn die große Zehe eine gegenläufige Bewegung ausführen (Babinski-Reflex oder Babinski-Zeichen).

Beim Erwachsenen ist das Babinski-Zeichen in jedem Fall ein pathologisches Zeichen, beim Baby tritt es physiologisch auf.

### Pupillenreflex
- auch: Pupillenlichtreflex
- Auslösung: Lichteinfall ins Auge
- Effekt: Verengung der Pupille
- Betroffene Nervenbahnen: Hirnnerven II und III
- Kommentar: Durch die Verschaltung beider Edinger-Westphal-Kerne auf Hirnstammebene kommt es auch bei Lichteinfall in nur ein Auge zur Pupillenverengung des anderen Auges. Dieser Reflex fällt bei Schädigung sowohl der Sehnerven, der Sehbahnen oder der Hirnstammkerne aus, ist deshalb beim Hirntod nicht mehr auslösbar.

### Saugreflex
- Auslösung: bei Berührung der Lippen und der Zungenspitze beim Neugeborenen
- Effekt: ermöglicht Nahrungs- und Flüssigkeitsaufnahme
- Betroffene Nervenbahnen: Nervus maxillaris (V/2), Nervus mandibularis (V/3), Nervus trigeminus, Nervus facialis und Nervus hypoglossus (Hirnnerven V, VII, XII)

### Schluckreflex
- Auslösung: Berührung der Schleimhaut im Bereich des Zungengrundes, der Schlundenge (Gaumenbögen) bzw. der Rachenhinterwand
- Effekt: ermöglicht Nahrungs- und Flüssigkeitsaufnahme, ohne dabei die Atemwege zu gefährden
- Betroffene Nervenbahnen: Hirnnerven  IX und  X

### Würgreflex
- auch: Gaumenreflex
- Auslösung: Berühren der Hinterwand des Rachens.
- Effekt: Würgen bis Erbrechen
- Betroffene Nervenbahnen: Hirnnerven  IX und  X
- Kommentar: Dieser Reflex fällt beim Hirntod aus, kann also zu dessen Feststellung getestet werden.